# Hans Flück

Hans Flück (1947)

Hans Flück (* 6. März 1901 in Interlaken; † 6. März 1985 in Feldmeilen; heimatberechtigt in Brienz) war ein Schweizer Apotheker und Hochschullehrer.

## Leben
Hans Flück, Sohn des Amtsschreibers Eduard und der Margaritha, geborene Peter, heiratete 1930 Gertrud Ellenberger.
Er absolvierte ein Studium der Pharmazie in Zürich und Berlin. Im Jahre 1926 wurde er promoviert (Dr. pharm.) und war ab 1935 Professor für Pharmakognosie an der ETH Zürich.
Neben botanischen und chemischen Arbeiten über Drogen führte Flück botanische Exkursionen durch und verfasste das populärwissenschaftliche, in viele Sprachen übersetzte Werk Unsere Heilpflanzen. Zwischen 1942 und 1971 war er Mitglied der Europäischen Pharmakopöe-Kommission. Im Jahre 1961 wurde er zum Ehrenmitglied des Schweizerischen Apotheker-Vereins ernannt.

## Veröffentlichungen (Auswahl)
- Unsere Heilpflanzen. Eine gemeinverständliche Beschreibung mit Angaben über Wirkstoffe, Wirkung, Anwendung, Einsammlung und Anbau. Ott, Thun/Bern 1941.